# البطائح
البطائح (به عربی: البطائح) یک منطقهٔ مسکونی در امارات متحده عربی است که در امارت شارجه واقع شده‌است. البطائح ۳٬۹۵۸ نفر جمعیت دارد.